# لويد ألينسون
لويد ألينسون (بالإنجليزية: Lloyd Allinson)‏ هو لاعب كرة قدم بريطاني في مركز حراسة المرمى، ولد في 7 سبتمبر 1993 في Rothwell, West Yorkshire ‏ في المملكة المتحدة. لعب مع نادي تشيسترفيلد.

## وصلات خارجية
- لويد ألينسون على موقع قاعدة بيانات كرة القدم.إي يو (الإنجليزية)
- لويد ألينسون على موقع Soccerway.com (الإنجليزية)